# Sony Ericsson P910
Sony Ericsson P910 je pametni telefon podjetja Sony Ericsson in naslednik aparata Sony Ericsson P900, ki je bil na tržišče poslan leta 2004. Aparat ima QWERTY tipkovnico, ki se nahaja na preklopnem pokrovčku klasične telefonske tipkovnice. Ta pokrovček se lahko sname, telefon pa se tako uporablja kot klasični dlančnik. Velik napredek od predhodnika je aparat dosegel z uporabo pomnilniške kartice Memory Stick Pro Duo. Tudi notranji pomnilnik aparata se je povečal s 16MB na 64MB. P910 sprejme kartice do velikosti 1GB. Aparat poganja procesor ARM9 s frekvenco delovanja na 156 MHz. Operacijski sistem, ki ga aparat uporablja je Symbian OS z UIQ grafičnim uporabniškim vmesnikom. Tudi na dotik občutljivi zaslon je z 262.144 barvami (v 18-bitni barvni globini) občutno kvalitetnejši od tistega pri P900, ki je prikazoval samo 65.536 (16-bitnih) barv.  Na tržišču so se pojavili trije pomodeli:
- P910i (GSM 900/1800/1900)
- P910c (GSM 900/1800/1900 za kitajski trg)
- P910a (GSM 850/1800/1900 za severnoameriški in latinskoameriški trg)

Vnos teksta poteka preko tipkovnice, QWERTY tipkovnice, ter preko na dotik občutljivega zaslona s prepoznavo na roko napisanega teksta. Aparat ima tudi podporo za brskanje po HTML straneh.
Največji tekmeci na tržišču v tistem času so bili aparati palmOne Treo 650 ter Nokia 9500 Communicator ter dlančniki HTC.
Sony Ericsson je leta 2006 na tržišče poslal naslednika P910, Sony Ericsson P990.

## Specifikacije
- 208x320 resolucija zaslona
- na dotik občutljivi LCD zaslon z 262.144 barvami
- UIQ 2.1 temelječ na Symbian OS 7
- dimenzije 115 x 57 x 24 mm
- GSM P910i (Evropa): 900 MHz/1800 MHz/1900 MHz,  P910a (Severna Amerika): 850 MHz/1800 MHz/1900 MHz